# Pijao (kommun)
Pijao är en kommun i Colombia.   Den ligger i departementet Quindío, i den centrala delen av landet, 180 km väster om huvudstaden Bogotá. Antalet invånare är 6 683.